# Tarja Halonen
Tarja Kaarina Halonen (født 24. december 1943, i Helsinki, Finland) er en finsk advokat og socialdemokratisk politiker, der var Finlands ellevte præsident fra 2000 til 2012. Hun blev Finlands første kvindelige præsident i 2000. Hun blev genvalgt i 2006.
Halonen er uddannet jurist fra Helsinki Universitet og har været medlem af Finlands Socialdemokratiske Parti siden 1971.

## Galleri
- Den russiske præsident Vladimir Putin og Tarja Halonen i Helsinki i 2001.
- Halonen sammen med Brasiliens præsident Luiz Inácio Lula da Silva, Helsinki i 2007
- Præsident Halonen og hendes mand Pentti Arajärvi med USAs præsident Barack Obama med sin kone Michelle Obama, New York i 2009
- Halonen ved Opinion Festival 2021 i Paide, Estland.